# Ekspozycja (psychoterapia)
Ekspozycja – technika psychoterapii behawioralnej stosowana w leczeniu zaburzeń lękowych. Zakłada eksponowanie się pacjenta na sytuacje lub przedmioty, które choć bezpieczne, wzbudzają lęk. Dzięki tym planowanym ekspozycjom, lęk się w końcu zmniejsza i pacjent pokonuje swoje problemy. Z czasem lęk ma się zmniejszać.
Proceduralnie jest podobne do wygaszania lęku u szczurów.
Badania wskazują na skuteczność tego podejścia w leczeniu zaburzeń lękowych: zaburzenia stresowego pourazowego (PTSD) oraz fobii specyficznych. Według raportu z czerwca 2008 opublikowanego w Archives of General Psychiatry. terapia oparta na ekspozycji zapobiega powstawaniu zaburzenia stresowego pourazowego w przypadku osób, które doświadczają reakcji stresowej.
Ekspozycja jest bardzo podobna do ekspozycji z powstrzymaniem reakcji, metody używanej w leczeniu zaburzenia obsesyjno-kompulsyjnego.

## Historia
Ekspozycję zaczęto stosować w latach 50. ubiegłego wieku, kiedy rozwijała się terapia behawioralna, jako opozycyjna w stosunku do, wszechobecnej w tamtych czasach, psychoanalizy. Psychologowie i psychiatrzy z Południowej Afryki przywieźli swoje metody do Anglii. Pierwszym miejscem, gdzie leczono zaburzenia lękowe programem opartym na ekspozycji był Maudsley Hospital.
Jednym z pierwszych psychiatrów, który zainteresował się rozwiązywaniem problemów pacjentów w podejściu behawioralnym był Joseph Wolpe (1915–1997). Konsultował się on z wieloma psychologami korzystającymi z podobnej metodologii w pracy klinicznej. Jednym z nich był James G. Taylor (1897–1973) – pracujący ówcześnie w Wydziale Psychologii Uniwersytetu w Kapsztadzie (RPA). Mimo że większość prac Taylora nie została opublikowana był on pierwszym psychologiem, który wykorzystał ekspozycję do terapii lęku, w tym, nadal używaną, ekspozycję w realnej sytuacji życiowej z powstrzymywaniem reakcji. Od 1950 wraz z rozwojem podejścia behawioralnego pojawiło się więcej rodzajów terapii ekspozycyjnej tj. systematyczne odczulanie, zanurzanie, terapia implozywna, przedłużona ekspozycja, terapia ekspozycyjna in vivo i wyobrażeniowa terapia ekspozycyjna.

## Techniki
Terapia ekspozycyjna jest oparta na zasadach warunkowania klasycznego nazywanego również wygaszaniem pawłowskim. Terapeuta ekspozycji identyfikuje procesy poznawcze, emocje i pobudzenie fizjologiczne towarzyszące bodźcom wywołującym lęk. Następnie próbuje złamać schemat ucieczkowy, który wzmacnia reakcję lękową poprzez stopniową ekspozycję na coraz silniejsze bodźce aż do habituacji. Technika ta polega na tworzeniu programu stale rosnących kroków lub wyzwań (zhierarchizowanych), które mogą być jawne („statyczne”) lub ukryte („dynamiczne”). Sprzyjają one osiągnięciu ostatecznego celu, czyli reakcji niefobicznej. Następnie pacjent dobrowolnie przechodzi przez te kroki, mając poczucie kontroli pod koniec każdego z nich.
Niezależnie od tego, że terapia ekspozycyjna została wielokrotnie potwierdzona w badaniach naukowych niektórzy klinicyści mają opór w korzystaniu z wyobrażeniowej ekspozycji, szczególnie w przypadkach zespołu stresu pourazowego (PTSD). Prawdopodobnie nie rozumieją oni tej metody lub nie są pewni własnych umiejętności, aby z niej korzystać, może również widzą zbyt wiele przeciwwskazań co do zastosowania jej u swoich pacjentów.
Ekspozycja i zanurzanie różnią się tym, iż w przypadku zanurzania zaczyna się od najbardziej ekstremalnej pozycji w hierarchii lęku, podczas gdy w ekspozycji zaczyna się od wywołującej najmniejszy lęk.
Procedury ekspozycyjne dzielą się na trzy typy. Pierwszym jest in vivo lub „prawdziwego życia”. Ta procedura wykorzystuje bezpośrednie podejście do aktywności w różnych sytuacjach. Na przykład jeśli ktoś boi się wystąpień publicznych osoba może zostać poproszona o przemówienie do niewielkiej grupy osób, aby bezpośrednio skanalizować ten lęk. Drugim typem jest ekspozycja wyobrażeniowa, w której pacjenci są proszeni, aby wyobrazić sobie sytuację, której się boją. Procedura ta jest pomocna dla osób, które potrzebują skonfrontować się z myślami i wspomnieniami wywołującymi lęk. Trzeci rodzaj oddziaływania jest interoceptywny (czucia wewnętrznego), który może być wykorzystany w przypadku bardziej specyficznych zaburzeń, takich jak panika i zespół stresu pourazowego. Pacjenci konfrontują się z objawami z ciała związanymi ze strachem np. przyspieszonym biciem serca, dusznością. Wszystkie wymienione typy ekspozycji można stosować łącznie lub osobno.

## Zastosowania

### Zaburzenie lękowe uogólnione
Dowody empiryczne wskazują, że terapia przez ekspozycje może być skutecznym leczeniem dla osób z zaburzeniem lękowym uogólnionym, szczególnie ekspozycja in vivo, która ma większą skuteczność niż ekspozycja wyobrażeniowa w tym zaburzeniu. Celem ekspozycji in vivo jest nauczenie regulacji emocji podczas systematycznej i kontrolowanej ekspozycji na bodźce budzące lęk.

### Fobie specyficzne
Terapie oparte na ekspozycji okazały się skuteczne w leczeniu fobii specyficznych i są leczeniem o najwyższej udowodnionej skuteczności. Opublikowane metaanalizy pokazują skuteczność terapii przez ekspozycję przeprowadzonej podczas jednej (trwającej od godziny do trzech godzin) sesji w leczeniu fobii specyficznej. Cztery lata później 90% spośród badanych pacjentów zachowało redukcję objawów: lęku, unikania i ogólnego upośledzenia, 65% nie wykazywało żadnych symptomów fobii.
Na przykład jednym z zaburzeń leczonych ekspozycją była agorafobia. Agorafobia to lęk, który powoduje unikanie sytuacji powodujących panikę: bycie samemu, opuszczenie domu, unikanie poczucia uwięzienia, zawstydzenia czy bezradności. To zaburzenie jest problemem, ponieważ osoba może tak bardzo się bać, że przestanie wychodzić z domu, czy być w nim bez opieki. Dodatkowo pacjenci bardzo się obawiają okazania objawów lęku w przestrzeni publicznej. Boją się, że stracą kontrolę będąc wśród ludzi.

### Zaburzenie stresowe pourazowe
Pewien typ terapii przez ekspozycję okazał się skuteczny również w leczeniu innych zaburzeń lękowych. Ekspozycja w wirtualnej rzeczywistości jest nowoczesną i efektywną metodą leczenia zaburzenia stresowego pourazowego. Skuteczność sprawdzano na żołnierzach, których poddawano komputerowej symulacji w ciągi sześciu sesji. Porównano objawy PTSD żołnierzy przed i po leczeniu. Okazało się, że po leczeniu objawy PTSD były mniejsze, z czego wynika, że ten rodzaj ekspozycji jest skuteczny w redukowaniu objawów PTSD.
Wyniki terapii przez ekspozycję leczeniu współwystępującego zaburzenia stresowego pourazowego i uzależnieni są równie obiecujące.

### Psychoterapia Dialektyczno-Behawioralna (DBT)
W psychoterapii dialektyczno-behawioralnej stosuje się trening umiejętności. To jeden z czterech filarów tej terapii (obok terapii indywidualnej, coachingu telefonicznego oraz spotkań zespołu). Trening ten to połączenie psychoedukacji oraz konkretnych ćwiczeń zebranych w cztery działy tematyczne:
- uważność (mindfulness)
- umiejętności interpersonalne
- przetrwanie kryzysu
- regulacja emocji

W module regulacji emocji naucza się między innymi "działania przeciwnego do emocji" które jest rodzajem nieformalnej ekspozycji. W sytuacji kiedy ktoś odczuwa nieuzasadniony lęk, ma konfrontować się z tym czego się boi (aż do skutku) by wyregulować tę emocję. DBT powstało oryginalnie dla osób cierpiących z powodu zaburzenia osobowości z pogranicza. To zaburzenie można rozumieć jako fobię swoich własnych emocji. Dlatego pacjenci nakłaniani są do eksponowania się na wszelkie emocje. Ostatecznym celem jest "pokochanie własnych emocji". Ekspozycja stanowi trzon terapii dialektyczno-behawioralnej.

## Organizacje
Terapia przez ekspozycję jest techniką terapii behawioralnej. Wiele organizacji zrzesza terapeutów behawioralnych z całego świata. The Association for Behavior Analysis International (ABA) oferuje certyfikat terapii behawioralnej.. Certyfikat jest gwarantem wysokich umiejętności oraz wiedzy w zakresie terapii przez ekspozycję.